# Esteban Chornet
Esteban Chornet (né à Palma de Majorque, en Espagne, le 28 juillet 1942) est un ingénieur-chimiste et entrepreneur québécois, d'origine catalane. Depuis 1970, il est professeur au département de génie chimique de l'Université de Sherbrooke, où ses travaux sur la gazéification de la biomasse et la fabrication de biocarburants lui valent une réputation internationale.

## Biographie
Né aux Baléares, Chornet s'initie très tôt à la biomasse. Son père, propriétaire de deux usines de sciage, produit de l'électricité à partir des résidus de bois. Le sujet intéresse le jeune homme, qui poursuit des études scientifiques. Il obtient son diplôme de génie industriel de l'université polytechnique de Catalogne à Barcelone et un doctorat de l'Université Lehigh en Pennsylvanie en 1971.
En 1970, Bernard Coupal lui propose un poste de professeur à l'Université de Sherbrooke, où il s'intègre d'abord à une équipe de recherche sur la valorisation de la tourbe. Peu après le premier choc pétrolier, Chornet entreprend des travaux sur les applications énergétiques de la biomasse. Au cours des années 1970 et 1980, il jette les bases de plusieurs procédés, tels que la pyrolyse sous vide, la gazéification et le fractionnement eau-vapeur. Ses travaux seront reconnus par l'attribution en 1984, de la bourse commémorative E.W.R. Steacie, destinée à aider des jeunes chercheurs aux travaux prometteurs.
Parallèlement à ses responsabilités de professeur, Chornet lance Kemestrie, une entreprise de transfert industriel pour commercialiser les technologies qu'il a développées avec son équipe. Trois entreprises naissent de cet incubateur industriel, la plus connue étant Enerkem, une société qui développe un procédé de gazéification et de conditionnement du gaz synthétique qui permet de fabriquer de l'éthanol cellulosique à une échelle industrielle à partir d'une vingtaine de matières premières, dont les résidus de bois, les matériaux de construction, le bois traité et les déchets solides.
En 2004, le gouvernement du Québec lui décerne le Prix Lionel-Boulet, qui récompense la carrière d'un chercheur dont les découvertes et innovations technologiques contribuent au développement scientifique et à la croissance économique du Québec.

## Honneurs
- 1984 : Bourse commémorative E.W.R. Steacie
- 2004 : Prix Lionel-Boulet